# Masayuki Taguchi
Masayuki Taguchi (田口雅之) est un mangaka né le 26 avril 1970 au Japon.
Il est à l'origine des mangas Baron Gong Battle et Black Jack NEO.
Mais il est surtout connu pour avoir dessiné le célèbre manga de survie Battle Royale tiré du roman de Koushun Takami du même nom Battle Royale.
Il a cependant dessiné et écrit deux autres mangas : Lives, un manga de survie nettement moins connu que Battle Royale et Black Joke, un manga traitant du crime organisé.